# Erlach (Zwitserland)
Erlach (Frans (verouderd): Cerlier) is een gemeente en plaats in het Zwitserse kanton Bern, en maakt deel uit van het district Seeland. Erlach telt ca. 1.430 inwoners (2017).

## Afbeeldingen

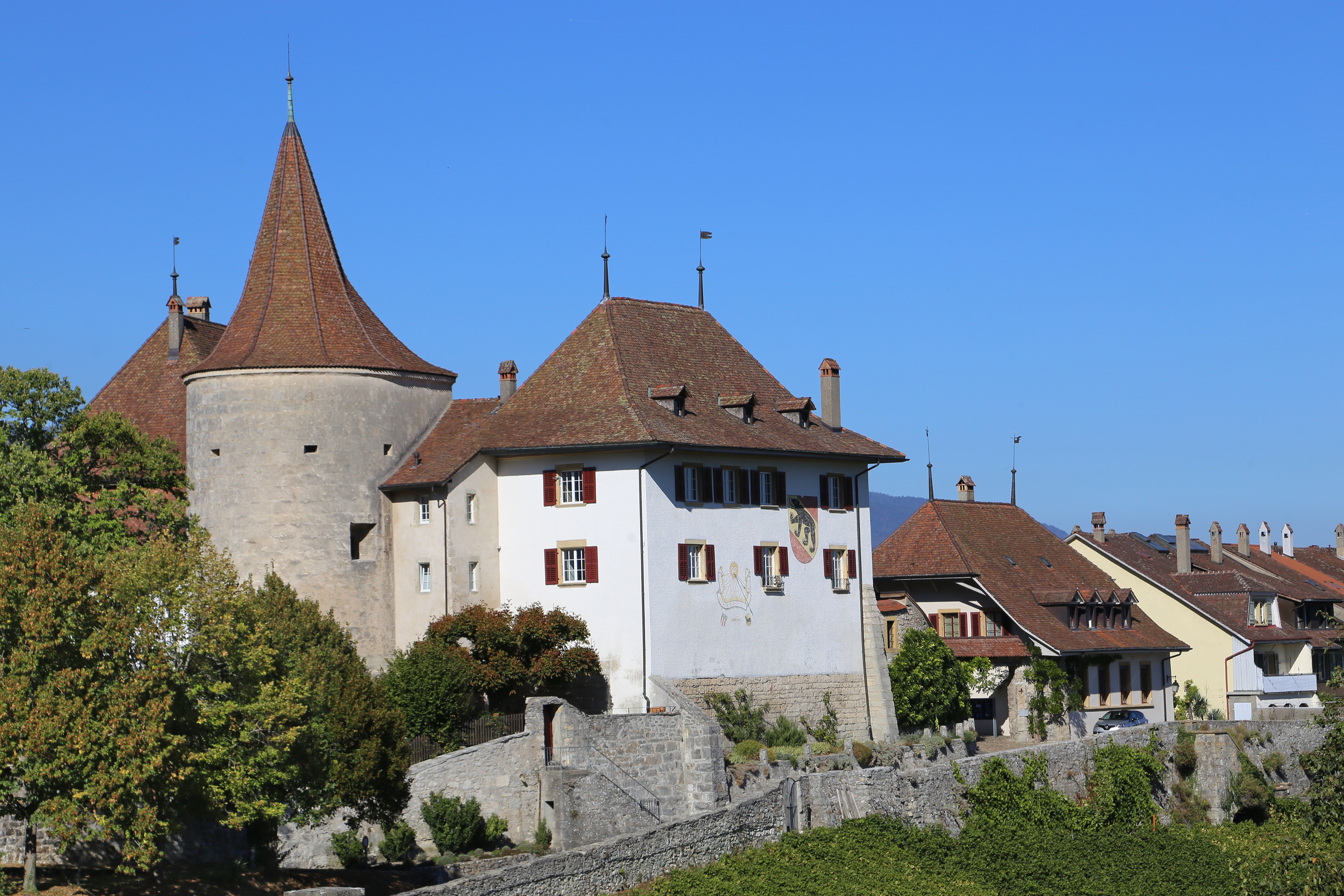
Schloss Erlach
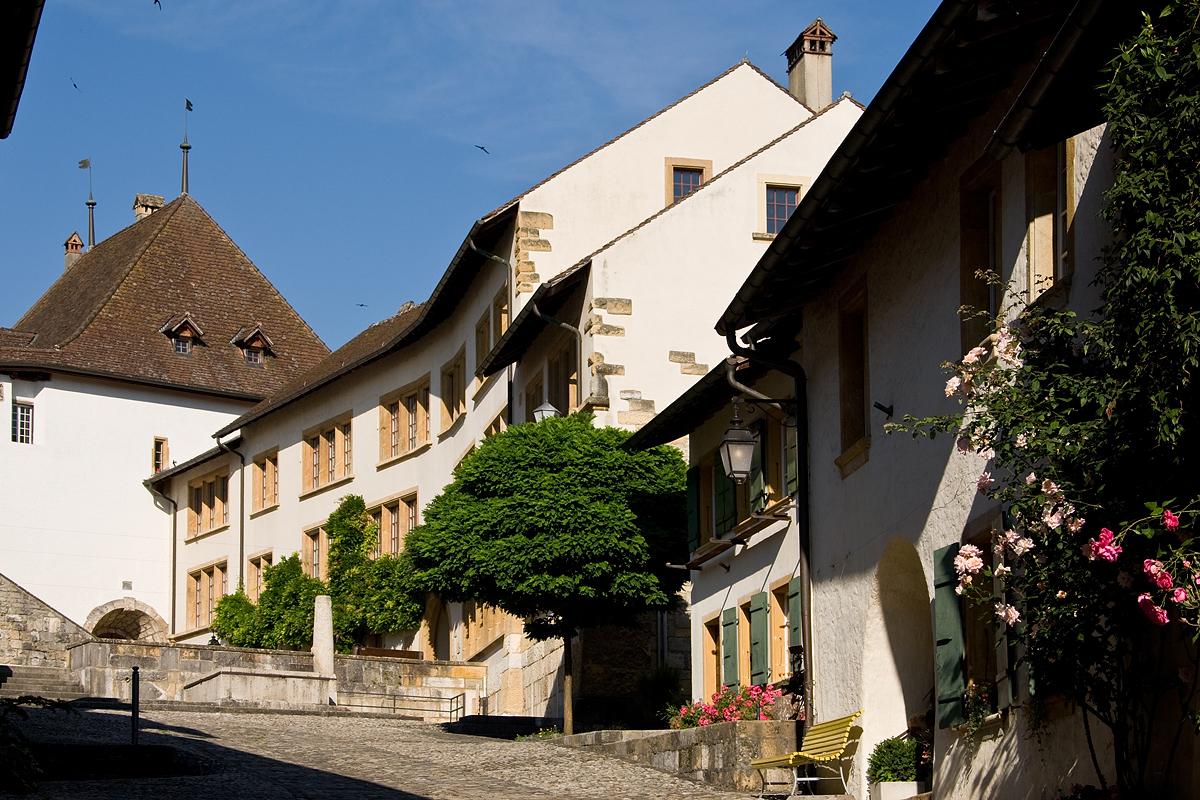
Dorpscentrum
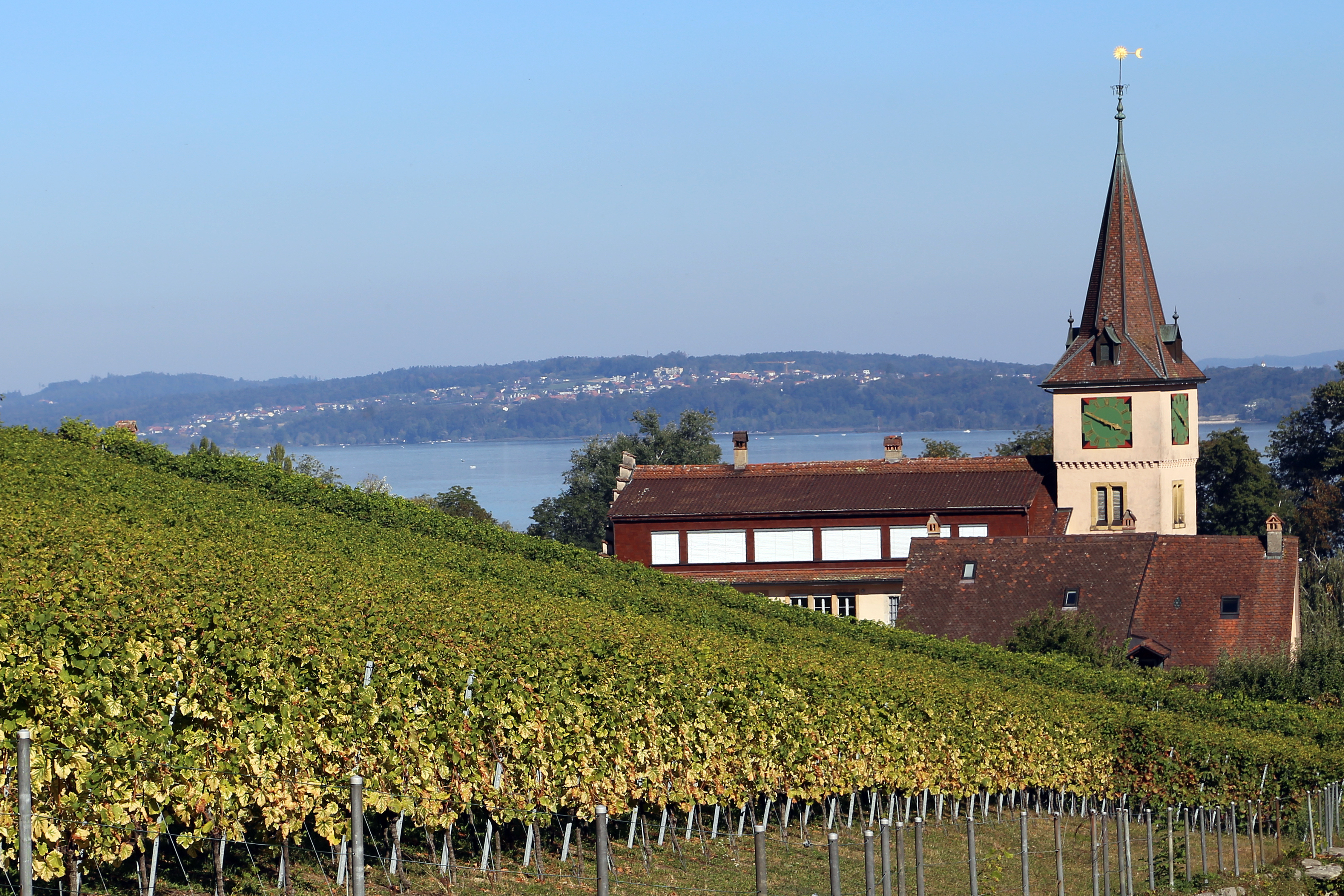
Schulhaus